# Хоорі
Хоорі (яп. 火遠理命 хоорі но мікото), також відомий як Хікохоходемі но Мікото - в японській міфології, третій та наймолодший син камі Нініґі-но-Мікото та квітучої принцеси Коноханасакуя-хіме. Є одним з перших прародителів імператорів Японії. Також зветься Хоходемі та Ямасатіко (букв. "принц гір та вдачі").
Легенда Хоорі розповідається як в «Кодзікі» так і в «Ніхонсьокі». Хоорі був мисливцем і мав суперечку з братом Ходері, рибалкою, через рибний гачок, який Хоорі позичив у брата, а потім загубив. Хоодері стверджував, що Хоорі має повернути йому гачок і відмовлявся прийняти інший (через віру в те, що кожна річ має душу і через те уникальна). Хоорі спустився на дно океану знайти гачок, але не зміг. Натомість, він знайшов Тойотама-хіме (принцесу Тойотама), дочку морського бога, Рюдзіна. Морський бог допоміг Хоорі знайти загублений гачок Ходері, і Хоорі пізніше одружився з дочкою морського бога Тойотама-хіме.
Хоорі жив зі своєю дружиною в палаці під морем протягом трьох років, але після того Хоорі став сумувати по дому і забажав повернутися до своєї країни. Його брат вибачив йому коли той повернув гачок, а Тойотамахіме дала народження синові, названому Уґаяфукіаедзу. Коли вона народжувала дитину, то примусила Хоорі дати обіцянку не дивитися на її реальний вигляд. Але він порушив обіцянку та побачив її справжню форму дракона або вані. Їй було дуже соромно, і вона повернулася до батька. Угаяфукіаедзу одружився з сестрою Тойотама-хіме, і вона народила імператора Дзімму, який відомий як перший імператор Японії. Хоорі царював в Такатіхо що в провінції Хюґа протягом 560 років.
Культ Хоорі часто пов'язан з обома його батьками та його дружиною. Його шанують головним чином як бога злаків або зерна. В міфології говорили що частина його ім'я хо (яп. 火) значить вогонь, але етимологічно це інший знак, що вимовляється як хо (яп. 穂), і пов'язана із зерновими культурами, особливо з рисом. Орі (яп. 折り згинати) вказує на зерно, що настільки багате, що прогинається під власною вагою. Його кличка значить багато врожаїв.
В фольклорі, Хоорі частіше відомий як Ямасатіхіко і його подорожі ведуть до візиту до морського бога. Дочка Рюдзіна, його дружина, також відома як Отохіме (букв. "наймолодша принцеса з сестер").